# El Real (Venezuela)
Pour les articles homonymes, voir El Real et Real.
El Real est la capitale de la paroisse civile d'El Real de la municipalité d'Obispos dans l'État de Barinas au Venezuela.